# Crack the Skye
Crack the Skye ist das vierte Studioalbum der US-amerikanischen Metal-Band Mastodon. Es erschien am 20. März 2009 via Reprise Records. Crack the Skye ist ein Konzeptalbum über außerkörperliche Erfahrungen, Zeitreisen, Stephen Hawkings Theorien über Wurmlöcher und die Geschichte Rasputins, der in Kontakt mit dem Protagonisten, einem kleinen Jungen mit einer neurodegenerativen Krankheit, kommt.

## Entstehung
Die Band begann im Sommer 2007 mit den Arbeiten an ihrem neuen Album. Im Gegensatz zu den früheren Alben ließen die Bandmitglieder während der Jamsessions ein Aufnahmegerät laufen und nahmen so ihre verschiedenen Riffs auf, aus denen die späteren Lieder wurden.
Am 9. September 2007 wurden in Las Vegas die MTV Video Music Awards vergeben, bei denen Mastodon mit Josh Homme, dem Sänger der Band Queens of the Stone Age, das Lied „Colony of Birchmen“ spielten. In der Nacht legte sich Brent Hinds im betrunkenen Zustand mit dem Bassisten Shavo Odadjian von der Band System of a Down an. Es kam zu einer Schlägerei, bei der Hinds schwere Kopfverletzungen, eine gebrochene Nase, zwei blaue Augen und Hirnblutungen erlitt. Hinds musste daraufhin für längere Zeit im Krankenhaus behandelt werden.
In einem Interview mit dem deutschen Rockmagazin Visions erklärte Hinds, dass dieser Vorfall einen erheblichen Einfluss auf das neue Album hatte. Dass das neue Album weniger „hart“ und „wild“ klingt als seine Vorgänger, führte Hinds auf seine Kopfverletzung zurück. Trotzdem zog er etwas Positives aus dem Vorfall.

„Ich bin als Gitarrist kreativer, fühle mich beim Schreiben inspirierter. Nach meiner Entlassung aus dem Krankenhaus habe ich mir jeden Morgen King Crimsons In the Court of the Crimson King reingepfiffen, das beflügelt ungemein.“

Im Mai 2008 wollte die Band mit den Studioaufnahmen beginnen. Ursprünglich wollte die Band Rich Costey, der das Vorgängeralbum Blood Mountain mischte, als Produzenten verpflichten. Costey war aus terminlichen Gründen jedoch verhindert. Da die Band nicht warten wollte, schickte sie Demoaufnahmen an Produzenten wie Joe Barressi oder Nick Raskulinecz. Schließlich fiel die Wahl auf Brendan O’Brien, der unmittelbar vor den Aufnahmen noch das AC/DC-Album Black Ice fertigstellen musste.
Die Aufnahmen fanden in den Southern Tracks Recording-Studios in Atlanta statt. Als Gastmusiker ist der Neurosis-Sänger Scott Kelly zu hören, der seine Parts im Go Psycho Hum-Studio in Medford einsang. Crack the Skye wurde von Brendan O’Brien gemischt und von Bob Ludwig im Gateway Mastering-Studio in Portland gemastert. Für das Lied „Divinations“ wurde ein Musikvideo gedreht. Regie führte dabei Robert Schober.

## Hintergrund
Wie bei seinen drei Vorgängern stammt das Oberthema von Crack the Skye aus der Vier-Elemente-Lehre. Das Debütalbum Remission beschäftigte sich mit Feuer, Leviathan mit Wasser und Blood Mountain mit Erde. Statt des vierten, noch fehlenden Elementes Luft bezieht sich das Thema von Crack the Skye auf den Aither, der vom griechischen Philosophen Aristoteles als die Quintessenz der vier Elemente bezeichnet wurde.
Der Protagonist der Geschichte ist ein querschnittgelähmtes Kind, das auf eine außerkörperliche Reise geht und in die Vergangenheit reist. Seine Nabelschnur wird von der Sonne verbrannt. Das Kind wird in ein Wurmloch gesaugt und reist in das Russland des 19. Jahrhunderts und gerät an die Chlysten, eine Sekte, deren Mitglieder versucht haben, durch Selbstkasteiung Jesus Christus in sich zu finden. Das Kind wird von den Chlysten als eine Weissagung angesehen. Die Sektenmitglieder erkennen dadurch das Problem des Kindes und platzieren seine Seele in den Körper Rasputins. Nachdem Rasputin ermordet wurde, verlassen die Seelen des Kindes und Rasputins den Körper der Leiche durch einen Riss im Himmel. Rasputins Seele versucht, die Seele des Kindes so schnell wie möglich wieder zu seinem Körper zu bringen.
Das Titellied ist eine Hommage an Brann Dailors Schwester Skye, die im Alter von 14 Jahren Suizid verübte. Bereits das Albumcover von Remission, welches ein brennendes Pferd zeigt, spielte auf diesen Vorfall an. Inspiriert wurde das Remission-Cover von einem Traum Dailors, der von seiner Schwester handelte und mit der nuklearen Vernichtung der Erde endete. Der Refrain von „Quintessence“ bezieht sich auf Brent Hinds oben beschriebenen Unfalls. Mit den Worten „Let it go!“ will er den Vorfall vergessen.

## Rezeption
Crack the Skye bekam von der Musikpresse hervorragende Kritiken. Das deutsche Rockmagazin Visions kürte Crack the Skye zum „Album des Monats“. Dennis Plauk bezeichnete das Album in seiner Rezension als „seltenes, kostbares Spektakel“, welches „den progressiven Metal neu definiert“ und ist sich sicher, dass Crack the Skye neben De-Loused in the Comatorium von der Band The Mars Volta als „die zwei größten Wunderwerke des Jahrzehnts in die Geschichte harter, progressiver Rockmusik eingehen wird“. Plauck gab dem Album elf von zwölf möglichen Punkten.
Die britische Musikzeitschrift Classic Rock kürte das Album im Juli 2010 zu einem der 50 Musikalben, die den Progressive Rock prägten. In den deutschen Metalmagazinen Metal Hammer und Rock Hard belegte Crack the Skye jeweils den zweiten Platz im Soundcheck. Laut Petra Schurer vom Metal Hammer nimmt das Album „den Hörer mit auf eine turbulente inhaltliche (Zeit-)Reise und vermengt in musikalischer Hinsicht die spannendsten Elemente aus den vergangenen vier Jahrzehnten harter Gitarrenmusik“. Sie benotete das Album mit sechs von sieben Punkten. Michael Rensen vom Rock Hard lobte in seiner Kritik den „deutlich verbesserten Gesang und die faszinierende stilistische Vielfalt“. Seiner Meinung nach brachten Mastodon „wie nie zuvor so schlüssig King Crimson, Neurosis, Voivod, Devin Townsend und harten Classic Rock unter einen Hut, ohne ihr Potential ausgereizt zu haben“ und vergab 8,5 von zehn Punkten.
Im deutschsprachigen Progressive-Rock-Webzine Babyblaue Seiten befand Andreas Hofmann, Crack the Skye sei dem im selben Jahr veröffentlichten Traced in Air von Cynic stilistisch nicht unähnlich und er „würde […] es Cynics letztem Machwerk definitiv jederzeit vorziehen, denn im Gegensatz zu Traced In Air ist das hier ist kein lauer Aufguss, sondern eine deutliche Weiterentwicklung.“ Da jedoch einzelne Songs zu unentschlossen seien, vergab Hofmann für das Album eine Wertung von 9 von 15 möglichen Punkten. Nick Greer vom US-amerikanischen Onlinemagazin Sputnikmusic hingegen bewertete das Album mit zwei von fünf Punkten negativ. Er kritisierte das absurde lyrische Konzept und die halbherzige musikalische Umsetzung der Nicht-Metal-Einflüsse.

## Chartplatzierungen
| ChartsChartplatzierungen       | Höchstplatzierung | Wochen |
| ------------------------------ | ----------------- | ------ |
| Deutschland (GfK)              | 36 (2 Wo.)        | 2      |
| Österreich (Ö3)                | 42 (1 Wo.)        | 1      |
| Schweiz (IFPI)                 | 58 (1 Wo.)        | 1      |
| Vereinigtes Königreich (OCC)   | 34 (1 Wo.)        | 1      |
| Vereinigte Staaten (Billboard) | 11 (10 Wo.)       | 10     |

Crack the Skye verkaufte sich in der ersten Woche in den USA etwa 41.000 Mal. Erstmals gelang der Band der Einstieg in die österreichischen und Schweizer Charts. Die höchsten Chartplatzierungen erreichte Crack the Skye in Finnland und Norwegen, wo das Album jeweils Platz 6 erreichte.

## Auszeichnungen
Das britische Magazin Rock Sound wählte Crack the Skye zum Album des Jahres 2009. Bei den Revolver Golden Gods Awards 2010 wurde Crack the Skye in der Kategorie Bestes Album nominiert. Das deutsche Magazin Visions führte im Frühjahr 2017 das Album in ihrer Liste der 66+6 besten Metal-Alben des dritten Jahrtausends. Im November 2021 wurde das Album für 60.000 verkaufte Einheiten im Vereinigten Königreich mit einer Silbernen Schallplatte ausgezeichnet.